# Nordfriedhof (Kiel)

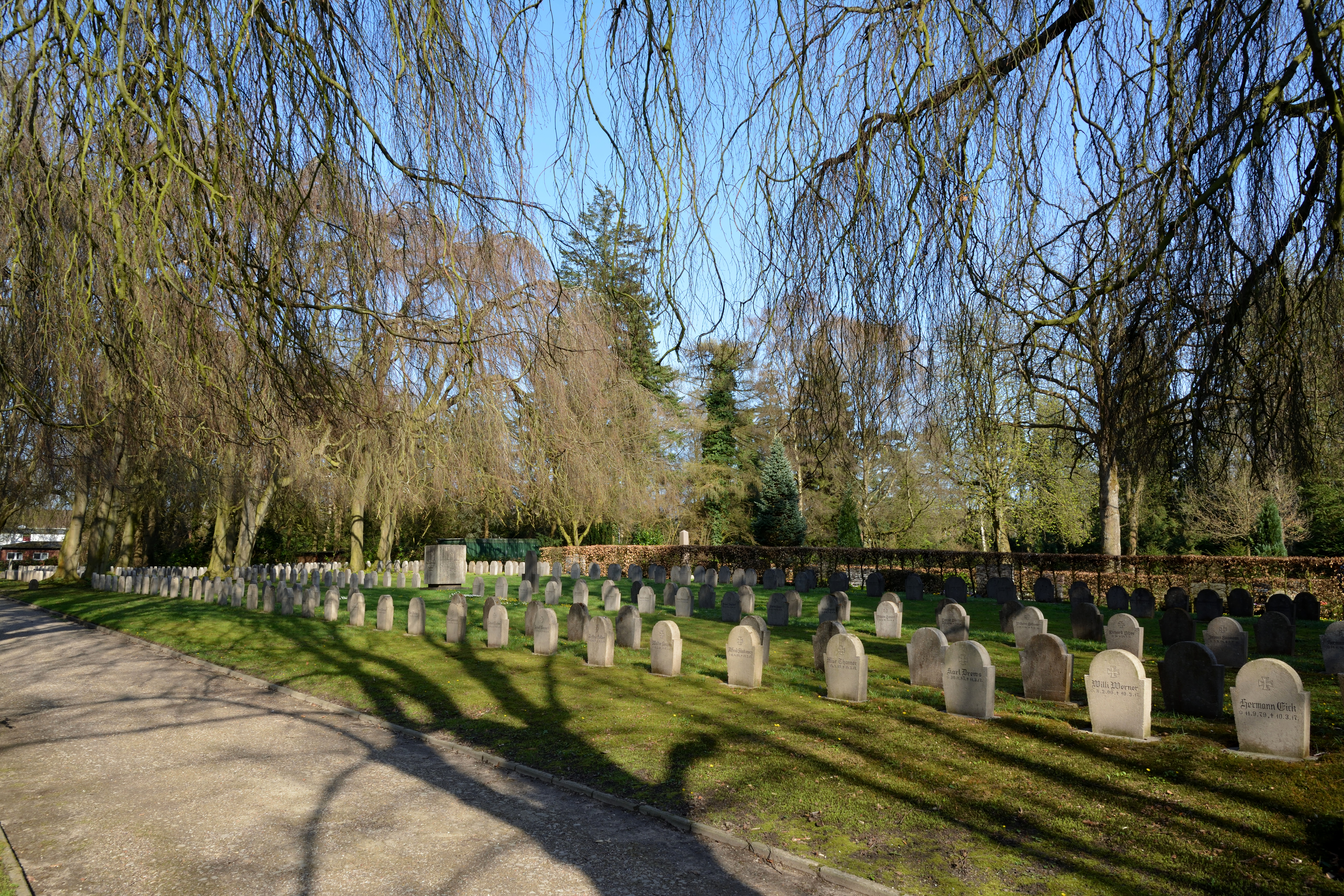
Nordfriedhof (Kiel): Grabmale Gefallener des Ersten Weltkriegs (2018)

Der Nordfriedhof, mit 16 Hektar Fläche der größte Friedhof der Stadt Kiel, wurde 1878 angelegt und umfasst den Kiel War Cemetery.

## Geschichte
Auf dem Gebiet der ehemaligen Schießstände im heutigen Stadtteil Kiel-Ravensberg wurde 1878 ein Garnisonsfriedhof eröffnet. Der Eingangsbereich wird seitdem von einer aus gelbem Backstein erbauten Kapelle geprägt.
1948 wurde das Friedhofsgelände vom Bund an die Stadt Kiel verpachtet. 1952 wurde der „Kiel War Cemetery“ dem Nordfriedhof angegliedert. 1961 ging der Friedhof in das Eigentum der Stadt Kiel über. Etwa 3000 Soldatengräber befinden sich auf dem Friedhof. Sie zeugen von der Entwicklung Kiels als Marinestützpunkt und ehemaligem Kriegshafen.
1992 wurde der Friedhof zum letzten Mal vergrößert.

## Marine- und Kriegsgedenkstätten

### Kriegsgedenkstätten

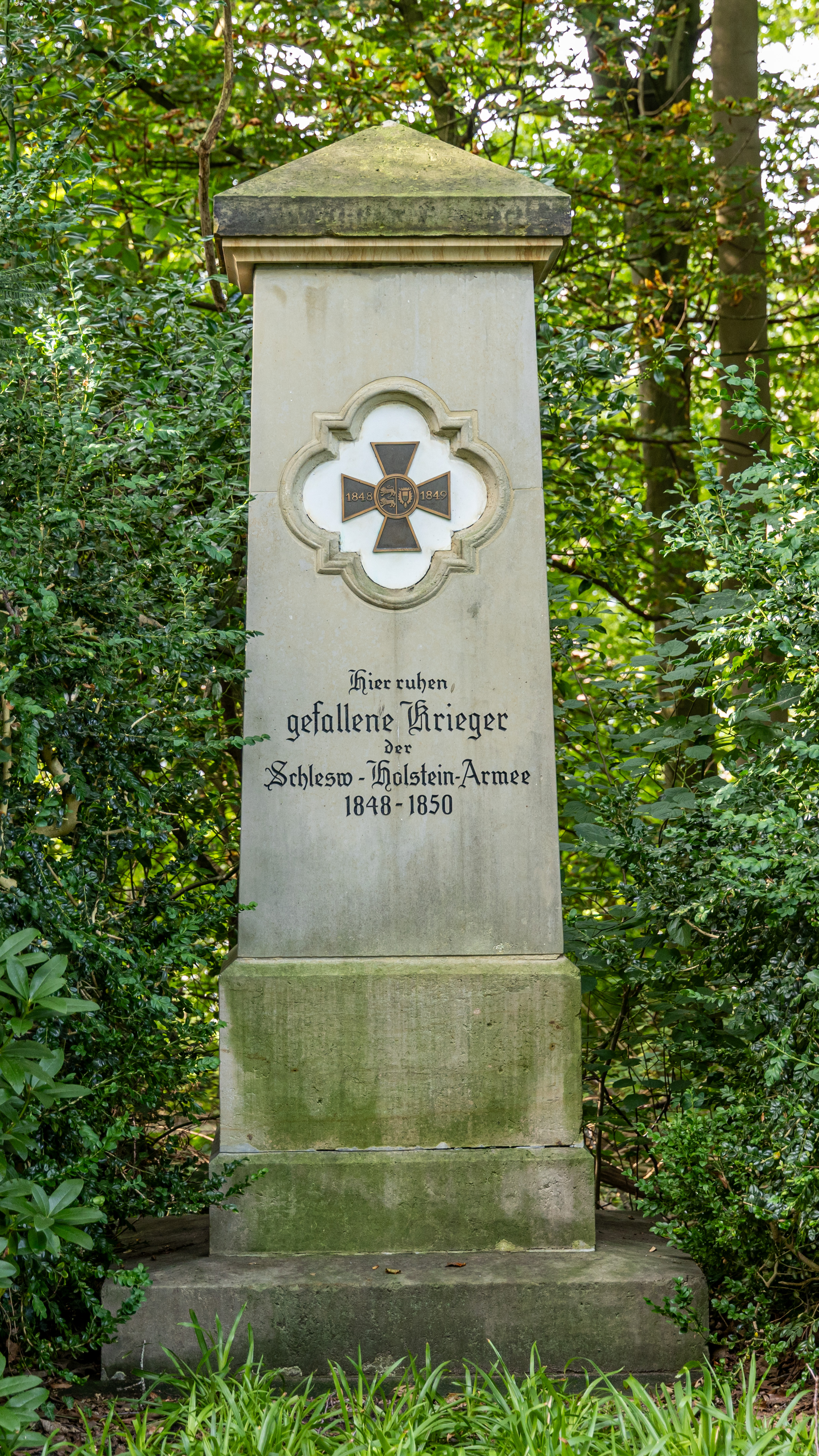
Eisernes Kreuz. Denkmal für Gefallene der Schleswig-Holstein-Armee 1848–1850. Das Denkmal stand früher auf dem später aufgehobenen St.-Jürgens-Friedhof am Hauptbahnhof

Das „Eiserne Kreuz“, ein Obelisk, Grabmal für gefallene Soldaten der schleswig-holsteinischen Armee im Schleswig-Holsteinischen Krieg (1848–1851), stand zuerst auf dem St.-Jürgen-Friedhof. Es befindet sich nach dessen Auflösung seit 1955 auf dem Nordfriedhof.
Ein altarähnlicher Stein, auf dem ein Anker liegt, erinnert an die über 30.000 Gefallenen der Kaiserlichen Marine im Ersten Weltkrieg; der Anker stammt angeblich vom Segelschulschiff Niobe (siehe unten).
Ein großes Hochkreuz erinnert an die Gefallenen des Zweiten Weltkriegs. 209 sowjetische Kriegsgefangene sind auf Feld 13 bestattet.

### Gedenkstätten für einzelne Schiffsbesatzungen
- Im Eingangsbereich befindet sich die Gedenk- und Grabstätte für die Opfer des Schulschiffs Niobe, das 1932 sank.[5]
- Zwischen dem Denkmal für die Gefallenen der Kaiserlichen Marine und dem Hochkreuz stehen drei Stelen für die Besatzungen der Schlachtschiffe Gneisenau und Scharnhorst sowie des Schweren Kreuzers Lützow.

### Ehrengräber hoher Militärs
- Gottfried Hansen (Feld Y, Nr. 216–217)
- Hans von Koester (Feld A, Nr. 360–361)
- Wilfried von Loewenfeld (Feld V, Nr. 20); Status als Ehrengrab wurde Mitte 2019 aberkannt, siehe: Wilfried von Loewenfeld#Gedenken
- Hugo Meurer (Feld Y, Nr. 218–219)

## Gräber bekannter Persönlichkeiten
- Thomas Viktor Adolph, Direktor des NDR-Landesfunkhauses Kiel, Gründer und Präsident der Deutsch-Dänischen Gesellschaft
- Volkmar von Arnim, Admiral (Feld A)
- Erwin Assmann, Historiker (Feld 10 A)
- Fritz Baade, Wirtschaftswissenschaftler und Politiker (Feld F)
- Adalbert von Blanc, Flottillenadmiral (Feld O)
- Rolf Carls, Generaladmiral und Landrat (Feld M)
- Georg Dahm, Strafrechtler und Völkerrechtler (Feld A)
- Erich Förste, Admiral (Feld 1)
- Michael Freund, Politikwissenschaftler und Historiker (Feld 6)
- Gustav Kieseritzky, Vize-Admiral
- Wolfgang Link, Fußballschiedsrichter
- Wilhelm Marschall, Generaladmiral (Feld A)
- Ernst Philipp, Gynäkologe (Feld 20 II)
- Erich Raeder, Großadmiral, Oberbefehlshaber der Kriegsmarine (Feld X)
- Martin Redeker, Theologe und Politiker (Feld 6)
- Heinrich Rendtorff, Theologe (Feld 20 I)
- Wilhelm Sievers, Politiker (Feld VAU)
- Ludwig von Schröder, General (Feld R)
- Walter Warzecha, Generaladmiral, letzter Oberbefehlshaber der Kriegsmarine (Feld 1)